# Station Ściborzyce Małe
Station Ściborzyce Małe is een spoorwegstation in de Poolse plaats Ściborzyce Małe.